# Teinoptila clavata
Teinoptila clavata là một loài bướm đêm thuộc họ Yponomeutidae. Nó được tìm thấy ở Trung Quốc (Quảng Tây).
Sải cánh dài 15–16 mm.